# 国際連合安全保障理事会決議の一覧 (701-800)
| 決議 | 日付           | 投票        | 備考                                                                                        | 文書リンク                                   |
| --- | -------------- | ----------- | ------------------------------------------------------------------------------------------- | -------------------------------------------- |
| 1991年安全保障理事会理事国 · 中国 フランス ロシア イギリス アメリカ合衆国 · オーストリア ベルギー コートジボワール キューバ エクアドル インド ルーマニア イエメン ザイール ジンバブエ |                |             |                                                                                             |                                              |
| 701 | 1991年7月31日  | 全会一致    | 国際連合レバノン暫定駐留軍の活動期限延長                                                    | 原文 ウィキソース(英語)                      |
| 702 | 1991年8月8日   | 無投票採択  | 朝鮮民主主義人民共和国と大韓民国の加盟について                                              | 原文 ウィキソース(英語) ウィキソース日本語訳 |
| 703 | 1991年8月9日   | 無投票採択  | ミクロネシア連邦の加盟について                                                              | 原文 ウィキソース(英語) ウィキソース日本語訳 |
| 704 | 1991年8月9日   | 無投票採択  | マーシャル諸島の加盟について                                                                | 原文 ウィキソース(英語) ウィキソース日本語訳 |
| 705 | 1991年8月12日  | 全会一致    | イラクの賠償について                                                                        | 原文 ウィキソース(英語)                      |
| 706 | 1991年8月15日  | 採択 13-1-1 | 人道支援のためのイラクの原油販売のしくみ                                                    | 原文 ウィキソース(英語)                      |
| 707 | 1991年8月15日  | 全会一致    | 決議687を遵守しないイラクを非難                                                             | 原文 ウィキソース(英語)                      |
| 708 | 1991年8月28日  | 全会一致    | 死去により欠員となった国際司法裁判所判事を補充する選挙の期日決定                            | 原文 ウィキソース(英語)                      |
| 709 | 1991年9月12日  | 無投票採択  | エストニアの加盟について                                                                    | 原文 ウィキソース(英語) ウィキソース日本語訳 |
| 710 | 1991年9月12日  | 無投票採択  | ラトビアの加盟について                                                                      | 原文 ウィキソース(英語) ウィキソース日本語訳 |
| 711 | 1991年9月12日  | 無投票採択  | リトアニアの加盟について                                                                    | 原文 ウィキソース(英語) ウィキソース日本語訳 |
| 712 | 1991年9月19日  | 採択 13-1-1 | イラク、クウェートに対する人道支援                                                          | 原文 ウィキソース(英語)                      |
| 713 | 1991年9月25日  | 全会一致    | ユーゴスラビア紛争について欧州共同体の支持とユーゴスラビアへの武器輸出禁止                  | 原文 ウィキソース(英語)                      |
| 714 | 1991年9月30日  | 全会一致    | エルサルバドルの和平について                                                                | 原文 ウィキソース(英語)                      |
| 715 | 1991年10月11日 | 全会一致    | UNSCOMのイラク査察について                                                                  | 原文 ウィキソース(英語)                      |
| 716 | 1991年10月11日 | 全会一致    | キプロス和平交渉                                                                            | 原文 ウィキソース(英語)                      |
| 717 | 1991年10月16日 | 全会一致    | 国際連合カンボジア先遣隊の設立について                                                      | 原文 ウィキソース(英語)                      |
| 718 | 1991年10月31日 | 全会一致    | カンボジア紛争の和平                                                                        | 原文 ウィキソース(英語)                      |
| 719 | 1991年11月6日  | 全会一致    | 国際連合中米監視団の活動期限延長                                                            | 原文 ウィキソース(英語)                      |
| 720 | 1991年11月21日 | 非公開採択  | ブトロス・ブトロス＝ガーリを国連事務総長に推薦                                              | 原文 ウィキソース(英語)                      |
| 721 | 1991年11月27日 | 全会一致    | ユーゴスラビア紛争における事務総長の取り組みについて                                        | 原文 ウィキソース(英語)                      |
| 722 | 1991年11月29日 | 全会一致    | 国際連合兵力引き離し監視軍の活動期限延長                                                    | 原文 ウィキソース(英語)                      |
| 723 | 1991年12月12日 | 全会一致    | 国際連合キプロス平和維持軍の活動期限延長                                                    | 原文 ウィキソース(英語)                      |
| 724 | 1991年12月15日 | 全会一致    | ユーゴスラビア紛争に関して制裁委員会を設置                                                  | 原文 ウィキソース(英語)                      |
| 725 | 1991年12月31日 | 全会一致    | 西サハラにおける選挙の計画                                                                  | 原文 ウィキソース(英語)                      |
| 1992年安全保障理事会理事国 · 中国 フランス ロシア イギリス アメリカ合衆国 · オーストリア ベルギー カーボベルデ エクアドル ハンガリー インド 日本 モロッコ ベネズエラ ジンバブエ       |                |             |                                                                                             |                                              |
| 726 | 1992年1月6日   | 全会一致    | イスラエルによるパレスチナ人の追放について                                                  | 原文 ウィキソース(英語)                      |
| 727 | 1992年1月8日   | 全会一致    | ユーゴスラビア紛争の和平と監視団について                                                    | 原文 ウィキソース(英語)                      |
| 728 | 1992年1月8日   | 全会一致    | カンボジアの地雷除去について                                                                | 原文 ウィキソース(英語)                      |
| 729 | 1992年1月14日  | 全会一致    | 国際連合エルサルバドル監視団の活動期限延長                                                  | 原文 ウィキソース(英語)                      |
| 730 | 1992年1月16日  | 全会一致    | 国際連合中米監視団の活動終了                                                                | 原文 ウィキソース(英語)                      |
| 731 | 1992年1月21日  | 全会一致    | パンアメリカン航空103便爆破事件とUTA航空772便爆破事件を非難し、非協力的なリビアに遺憾を表明 | 原文 ウィキソース(英語)                      |
| 732 | 1992年1月23日  | 無投票採択  | カザフスタンの加盟について                                                                  | 原文 ウィキソース(英語) ウィキソース日本語訳 |
| 733 | 1992年1月23日  | 全会一致    | ソマリア内戦に関して、ソマリアに対する武器輸出を禁止                                        | 原文 ウィキソース(英語)                      |
| 734 | 1992年1月29日  | 全会一致    | 国際連合レバノン暫定駐留軍の活動期限延長                                                    | 原文 ウィキソース(英語)                      |
| 735 | 1992年1月29日  | 無投票採択  | アルメニアの加盟について                                                                    | 原文 ウィキソース(英語) ウィキソース日本語訳 |
| 736 | 1992年1月29日  | 無投票採択  | キルギスタンの加盟について                                                                  | 原文 ウィキソース(英語) ウィキソース日本語訳 |
| 737 | 1992年1月29日  | 無投票採択  | ウズベキスタンの加盟について                                                                | 原文 ウィキソース(英語) ウィキソース日本語訳 |
| 738 | 1992年1月29日  | 無投票採択  | タジキスタンの加盟について                                                                  | 原文 ウィキソース(英語) ウィキソース日本語訳 |
| 739 | 1992年2月5日   | 無投票採択  | モルドバの加盟について                                                                      | 原文 ウィキソース(英語) ウィキソース日本語訳 |
| 740 | 1992年2月7日   | 全会一致    | ユーゴスラビアの国連平和維持計画について                                                    | 原文 ウィキソース(英語)                      |
| 741 | 1992年2月7日   | 無投票採択  | トルクメニスタンの加盟について                                                              | 原文 ウィキソース(英語) ウィキソース日本語訳 |
| 742 | 1992年2月14日  | 無投票採択  | アゼルバイジャンの加盟について                                                              | 原文 ウィキソース(英語) ウィキソース日本語訳 |
| 743 | 1992年2月21日  | 全会一致    | 国際連合保護軍の設置について                                                                | 原文 ウィキソース(英語)                      |
| 744 | 1992年2月25日  | 無投票採択  | サンマリノの加盟について                                                                    | 原文 ウィキソース(英語) ウィキソース日本語訳 |
| 745 | 1992年2月28日  | 全会一致    | 国際連合カンボジア暫定統治機構の設置について                                                | 原文 ウィキソース(英語)                      |
| 746 | 1992年3月17日  | 全会一致    | ソマリア内戦の和平について                                                                  | 原文 ウィキソース(英語)                      |
| 747 | 1992年3月24日  | 全会一致    | 第二次国際連合アンゴラ検証団の任務拡大                                                      | 原文 ウィキソース(英語)                      |
| 748 | 1992年3月31日  | 採択 10-0-5 | テロ行為を行うリビアに対する制裁                                                            | 原文 ウィキソース(英語)                      |
| 749 | 1992年4月7日   | 全会一致    | 国際連合保護軍について                                                                      | 原文 ウィキソース(英語)                      |
| 750 | 1992年4月10日  | 全会一致    | キプロス和平交渉                                                                            | 原文 ウィキソース(英語)                      |
| 751 | 1992年4月24日  | 全会一致    | 第一次国際連合ソマリア活動の設置について、ソマリアに対する武器輸出禁止                      | 原文 ウィキソース(英語)                      |
| 752 | 1992年5月15日  | 全会一致    | ボスニア・ヘルツェゴビナ紛争の停戦呼びかけ                                                  | 原文 ウィキソース(英語)                      |
| 753 | 1992年5月18日  | 無投票採択  | クロアチアの加盟について                                                                    | 原文 ウィキソース(英語) ウィキソース日本語訳 |
| 754 | 1992年5月18日  | 無投票採択  | スロベニアの加盟について                                                                    | 原文 ウィキソース(英語) ウィキソース日本語訳 |
| 755 | 1992年5月20日  | 無投票採択  | ボスニア・ヘルツェゴヴィナの加盟について                                                    | 原文 ウィキソース(英語) ウィキソース日本語訳 |
| 756 | 1992年5月29日  | 全会一致    | 国際連合兵力引き離し監視軍の活動期限延長                                                    | 原文 ウィキソース(英語)                      |
| 757 | 1992年5月30日  | 採択 13-0-2 | ユーゴスラビア連邦に対する制裁                                                              | 原文 ウィキソース(英語)                      |
| 758 | 1992年6月8日   | 全会一致    | 国際連合保護軍の拡大                                                                        | 原文 ウィキソース(英語)                      |
| 759 | 1992年6月12日  | 全会一致    | 国際連合キプロス平和維持軍の活動期限延長                                                    | 原文 ウィキソース(英語)                      |
| 760 | 1992年6月18日  | 全会一致    | ユーゴスラビア連邦に対する制裁                                                              | 原文 ウィキソース(英語)                      |
| 761 | 1992年6月29日  | 全会一致    | 国際連合保護軍の追加配備                                                                    | 原文 ウィキソース(英語)                      |
| 762 | 1992年6月30日  | 全会一致    | 合同委員会の設立と国際連合保護軍の強化                                                      | 原文 ウィキソース(英語)                      |
| 763 | 1992年7月6日   | 無投票採択  | ジョージア（グルジア）の加盟について                                                        | 原文 ウィキソース(英語) ウィキソース日本語訳 |
| 764 | 1992年7月13日  | 全会一致    | ボスニア・ヘルツェゴヴィナ情勢について                                                      | 原文 ウィキソース(英語)                      |
| 765 | 1992年7月16日  | 全会一致    | 南アフリカにおける暴動の拡大、虐殺について                                                  | 原文 ウィキソース(英語)                      |
| 766 | 1992年7月21日  | 全会一致    | カンボジア情勢について                                                                      | 原文 ウィキソース(英語)                      |
| 767 | 1992年7月24日  | 全会一致    | 第一次国際連合ソマリア活動への協力要請                                                      | 原文 ウィキソース(英語)                      |
| 768 | 1992年7月30日  | 全会一致    | 国際連合レバノン暫定駐留軍の活動期限延長                                                    | 原文 ウィキソース(英語)                      |
| 769 | 1992年8月7日   | 全会一致    | 国際連合保護軍の強化                                                                        | 原文 ウィキソース(英語)                      |
| 770 | 1992年8月13日  | 採択 12-0-3 | ボスニア・ヘルツェゴヴィナへの人道支援                                                      | 原文 ウィキソース(英語)                      |
| 771 | 1992年8月13日  | 全会一致    | ボスニア・ヘルツェゴヴィナの民族浄化を非難                                                  | 原文 ウィキソース(英語)                      |
| 772 | 1992年8月17日  | 全会一致    | 国連南アフリカ監視団派遣について                                                            | 原文 ウィキソース(英語)                      |
| 773 | 1992年8月26日  | 採択 14-0-1 | イラクとクウェートの国境画定について                                                        | 原文 ウィキソース(英語)                      |
| 774 | 1992年8月26日  | 全会一致    | キプロス和平交渉                                                                            | 原文 ウィキソース(英語)                      |
| 775 | 1992年8月28日  | 全会一致    | 第一次国際連合ソマリア活動の強化                                                            | 原文 ウィキソース(英語)                      |
| 776 | 1992年9月14日  | 採択 12-0-3 | 国際連合保護軍の強化                                                                        | 原文 ウィキソース(英語)                      |
| 777 | 1992年9月19日  | 採択 12-0-3 | ユーゴスラビア連邦は旧ユーゴスラビア連邦を継承しないと総会に勧告                            | 原文 ウィキソース(英語) ウィキソース日本語訳 |
| 778 | 1992年10月2日  | 採択 14-0-1 | 決議706及び決議712に基づくイラクの石油販売について                                          | 原文 ウィキソース(英語)                      |
| 779 | 1992年10月6日  | 全会一致    | ユーゴスラビア軍のクロアチアからの撤退監視について                                          | 原文 ウィキソース(英語)                      |
| 780 | 1992年10月6日  | 全会一致    | 決議771の情報を分析する専門委員会の設立                                                     | 原文 ウィキソース(英語)                      |
| 781 | 1992年10月9日  | 採択 14-0-1 | ボスニア・ヘルツェゴヴィナ空域の軍用機飛行禁止                                              | 原文 ウィキソース(英語)                      |
| 782 | 1992年10月13日 | 全会一致    | モザンビークの和平                                                                          | 原文 ウィキソース(英語)                      |
| 783 | 1992年10月13日 | 全会一致    | 国際連合カンボジア暫定統治機構の活動                                                        | 原文 ウィキソース(英語)                      |
| 784 | 1992年10月30日 | 全会一致    | 国際連合エルサルバドル監視団の活動期限延長                                                  | 原文 ウィキソース(英語)                      |
| 785 | 1992年10月30日 | 全会一致    | 第二次国際連合アンゴラ検証団の活動期限延長                                                  | 原文 ウィキソース(英語)                      |
| 786 | 1992年11月10日 | 全会一致    | 国際連合保護軍の強化                                                                        | 原文 ウィキソース(英語)                      |
| 787 | 1992年11月16日 | 採択 13-0-2 | ユーゴスラビア連邦に対する追加制裁                                                          | 原文 ウィキソース(英語)                      |
| 788 | 1992年11月19日 | 全会一致    | 第一次リベリア内戦におけるリベリアに対する武器輸出禁止                                      | 原文 ウィキソース(英語)                      |
| 789 | 1992年11月25日 | 全会一致    | キプロス和平交渉                                                                            | 原文 ウィキソース(英語)                      |
| 790 | 1992年11月25日 | 全会一致    | 国際連合兵力引き離し監視軍の活動期限延長                                                    | 原文 ウィキソース(英語)                      |
| 791 | 1992年11月30日 | 全会一致    | 国際連合エルサルバドル監視団の活動期限延長                                                  | 原文 ウィキソース(英語)                      |
| 792 | 1992年11月30日 | 採択 14-0-1 | カンボジアの選挙について                                                                    | 原文 ウィキソース(英語)                      |
| 793 | 1992年11月30日 | 全会一致    | 第二次国際連合アンゴラ検証団の活動期限延長                                                  | 原文 ウィキソース(英語)                      |
| 794 | 1992年12月3日  | 全会一致    | ソマリアの人道支援のための武力行使容認決議                                                  | 原文 ウィキソース(英語)                      |
| 795 | 1992年12月11日 | 全会一致    | 国際連合保護軍のマケドニア国境への展開                                                      | 原文 ウィキソース(英語)                      |
| 796 | 1992年12月14日 | 全会一致    | 国際連合キプロス平和維持軍の活動期限延長                                                    | 原文 ウィキソース(英語)                      |
| 797 | 1992年12月16日 | 全会一致    | 国際連合モザンビーク活動の設置                                                              | 原文 ウィキソース(英語)                      |
| 798 | 1992年12月18日 | 全会一致    | ボスニア・ヘルツェゴヴィナにおける残虐行為について非難                                      | 原文 ウィキソース(英語)                      |
| 799 | 1992年12月18日 | 全会一致    | イスラエルによるパレスチナ人の追放について                                                  | 原文 ウィキソース(英語)                      |
| 1993年安全保障理事会理事国 · 中国 フランス ロシア イギリス アメリカ合衆国 · ブラジル カーボベルデ ジブチ スペイン ハンガリー 日本 モロッコ ニュージーランド パキスタン ベネズエラ     |                |             |                                                                                             |                                              |
| 800 | 1993年1月8日   | 無投票採択  | スロバキアの加盟について                                                                    | 原文 ウィキソース(英語)                      |